# Cser József
Cser József (Sótony, 1879. szeptember 10. – Makó, 1952. május 7.) cipész, pártvezető.

## Életpályája
Szülei: Cser István és Simon Erzsébet voltak. Az első világháború alatt orosz fogságba esett. Oroszországban bekapcsolódott a forradalmi mozgalomba, ahonnan 1918-ban tért vissza. A KMP megalakulása után részt vett a makói kommunista csoport munkáiban. 1919-ben a makói munkástanács alelnöke lett. 1919. április 1-én a 11 tagú városi intézőbizottság helyettes elnöke lett. A Magyarországi Tanácsköztársaság bukását követően egy évig börtönben raboskodott. Az 1920-as évek elején részt vett a Magyarországi Szociáldemokrata Párt újjáalakítási munkájában. Az 1930-as évek közepén részt vett a helyi demokratikus ellenzék harcában. 1944 októberében a kommunista pártszervezet titkára lett.
1952. május 7-én öngyilkos lett Makón, a Rákóczi utcában. Sírja a makói római katolikus temetőben található.
1976–1990 között Makón utca viselte nevét.

## Magánélete
1911-ben Budapesten házasságot kötött Anka Rozáliával.